# Vendas Novas (freguesia)
Vendas Novas es una freguesia portuguesa del concelho de Vendas Novas, con 152,87 km² de superficie y 10.852 habitantes (2001). Su densidad de población es de 71,0 hab/km².